# Big Soto
Gustavo Rafael Guerrero Soto (Cumaná, Venezuela, 19 de outubro de 1996), melhor conhecido por seu nome artístico Big Soto, é um cantor e compositor venezuelano de género urbano e trap.

## Biografia
Soto nasceu em Cumaná, Estado Sucre, Venezuela, ainda que viveu parte de sua niñez num pequeno povo chamado Marigüitar. Aos 9 anos transladou-se com sua família a Vales Do Tui. Seu nome artístico é uma homenagem a sua família materna, os Soto, quem além de ser músicos, o impulsionaram e apoiaram em sua carreira artística. Num princípio seu nome ia ser unicamente Soto, mas influenciado pelo movimento de rapeiros que agregavam «Little», «Lil» ou «Big» a seus nomes artísticos decidiu lhe acrescentar «Big» ao seu e se chamar definitivamente «Big Soto».

## Discografia
- Young Cream (2017)[3]
- Apokalypsis (2019)[4]